# Sklaverei in Kanada
Sklaverei in Kanada wurde vor der Ankunft der europäischen Kolonialherren bereits seit Jahrtausenden von den First Nations praktiziert, die traditionell Sklaven von benachbarten Völkern nahmen. Sklaverei im engeren Sinne – als erbliche Sklaverei, bei der Menschen als Privateigentum eines Individuums betrachtet werden – begann freilich erst mit der europäischen Besiedelung von Kanada, kurz nach der Gründung der Kolonien im frühen 17. Jahrhundert. Die Mehrzahl der Sklaven wurde als häusliches Dienstpersonal verwendet, einige wurden jedoch auch bei der Feldarbeit eingesetzt. Einige waren afrikanischer Abstammung, andere waren kanadische Ureinwohner. Für letztere war die Bezeichnung Panis gebräuchlich, eine Verballhornung des Wortes Pawnee.

## Sklaverei bei den First Nations
Unter den sklavenhaltenden Ethnien auf dem späteren Staatsgebiet von Kanada befanden sich z. B. Fischereivölker wie die Yurok, die entlang der Pazifikküste lebten, vom heutigen Alaska bis nach Kalifornien. Viele der Völker der Nordwestküste, wie die Haida und Tlingit, waren traditionell als grimmige Krieger und Sklavenhändler bekannt, die ihre Beutezüge bis nach Kalifornien ausdehnten. Sklaverei war erblich, die Sklaven galten als Kriegsgefangene. Bei manchen Völkern des Pazifischen Nordwestens betrug der Sklavenanteil ein Viertel der Population. Ein Engländer, John R. Jewitt, der 1802 lebend gefangen genommen wurde, bietet in seinen Memoiren eine detaillierte Schilderung des Lebens in der Sklaverei und bestätigt auch die große Zahl von Sklaven, die damals gehalten wurden.

## Unter der französischen Herrschaft
Der erste dokumentierte Sklavenkauf ereignete sich 1628 in Neufrankreich in der Provinz, die heute als Québec bekannt ist. Gegenstand des Handels war ein Junge aus Madagaskar, der den Namen Olivier Le Jeune trug. Einwohner von Neufrankreich erhielten Sklaven von ihren Verbündeten unter den einheimischen Völkern als Geschenk. Viele dieser Sklaven waren Gefangene, die in Kriegszügen gegen die Siedlungen der Fox-Indianer gemacht worden waren; die Fox waren ein traditioneller Rivale der Miami und der mit ihnen verbündeten Algonkin.
Seit dem frühen 18. Jahrhundert gelangten in zunehmendem Umfang Afrikaner nach Neufrankreich, meist als Sklaven der französischen Aristokratie. Als die Briten die Kolonie 1760 eroberten, lebten in Québec mehr als 1.000 Sklaven. Einheimische Sklaven waren in Neufrankreich zahlreicher und leichter zu erhalten, galten aber als weniger wertvoll. Einheimische Sklaven starben durchschnittlich mit 18, afrikanische Sklaven mit 25 Jahren.

## Unter der britischen Herrschaft
Nach dem britischen Sieg bestand die Sklaverei in Kanada fort. Der Pariser Frieden von 1763 stellte ausdrücklich fest, dass der Status aller Sklaven derselbe bleiben werde wie unter der französischen Herrschaft: „Die Neger und Panis beiderlei Geschlechts bleiben, als Sklaven, im Besitz der Franzosen und Kanadier, denen sie gehören; diese können sie in der Kolonie in ihrem Dienst halten oder sie verkaufen“. Der Quebec Act von 1774, mit dem in der Kolonie erneut das französische bürgerliche Recht in Kraft gesetzt wurde, bestätigte das Recht der Kolonisten, Sklaven zu besitzen, zu kaufen und zu verkaufen.
Die Briten brachten Druckerpressen in die Kolonie, auf denen die ersten kanadischen Zeitungen gedruckt wurden. In diesen erschienen häufig Anzeigen, wenn Sklaven zu verkaufen oder weggelaufen waren. Die Historiker haben aus diesen Anzeigen gelernt, dass Sklaven oft zweisprachig waren, typischerweise als häusliches Dienstpersonal, als Farmarbeiter oder ausgebildete Arbeitskräfte eingesetzt und oft als Mulatten bezeichnet wurden. Dies zeigt, dass alle Abkommen von Sklaven, selbst wenn ein Elternteil frei und weiß war, ebenfalls Sklaven werden mussten. Es ist auch offensichtlich, dass die Sklaven mit ihrem Schicksal nicht zufrieden waren und ihre Eigentümer oft beschimpften, absichtlich Gegenstände zerstörten oder langsam arbeiteten, fortliefen oder sogar Suizid begingen. Sklaven erhoben sich auch gegen ihre Eigentümer; ein indianischer Sklave namens Charles wurde nach Martinique deportiert, nachdem er in Niagara einen Sklavenaufstand angeführt hatte.
Nachdem bei der Gründung der Vereinigten Staaten das Signal für eine langfristige Abschaffung der Sklaverei gesetzt worden war, verbrachten britische Loyalisten mehr als 2.000 Afroamerikaner ins britische Kanada. Einige andere wurden nach Prince Edward Island, auf die Kap-Breton-Insel und nach Neufundland gebracht. Die britische Kolonialregierung unterstützte dies und hatte im Imperial Act of 1790 alle Einfuhrzölle für Neger, Möbel, Haushaltsgegenstände und Kleidung aufgehoben, um die Einreise von Engländern zu ermutigen.
Der Historiker Marcel Trudel verzeichnet im gesamten Verlauf der kanadischen Geschichte 4.092 Sklaven und ca. 1.400 Sklavenbesitzer. Die Besitzer der 2.692 Sklaven einheimischen Ursprungs waren meist Franzosen, während die Eigentümer der 1.400 afrikanischstämmigen Sklaven meist Briten waren.
Die an Sklaven reichste Region war die um Montreal mit 2.077 Sklaven, gefolgt von Québec (Stadt) mit 1.059 Sklaven und Trois-Rivières mit 114 Sklaven. Zwischen den französischen Kolonisten und ihren Sklaven wurden mehrfach Ehen geschlossen, 31 davon mit einheimischen und 8 mit afrikanischstämmigen Sklaven.
1793 verabschiedete die Regierung des Gouverneurs John Graves Simcoe in Oberkanada den Act Against Slavery, der eine schrittweise Abschaffung der Sklaverei erlaubte. Sklaven, die bereits in der Provinz lebten, blieben bis zu ihrem Tod unfrei; es sollten jedoch keine neuen Sklaven eingeführt werden und Kinder, die von Sklavinnen geboren würden, sollten im Alter von 25 Jahren freigelassen werden. Dieses Gesetz stellte sicher, dass die Sklaverei in Oberkanada früher oder später enden würde, verringerte aber auch den Verkaufswert von Sklaven innerhalb der Provinz, sodass viele in die Vereinigten Staaten verkauft wurden. Manche Sklaven aus Oberkanada flohen auch in die Sklaverei-freien Staaten der USA.
1797 begannen kanadische Gerichte, Sklaven Recht zu geben, die ihre Eigentümer wegen schlechter Behandlung verklagten. In Niederkanada wurde dies erst üblich, nachdem der Richter William Osgoode 1803 festgestellt hatte, dass Sklaverei mit dem britischen Recht unvereinbar sei. Dieses historische Urteil schaffte die Sklaverei zwar nicht ab, hatte jedoch die Freilassung von 300 Sklaven und einen schnellen Niedergang der Sklaverei zur Folge. Dennoch existierte Sklaverei sowohl in Ober- als auch in Niederkanada, bis das britische Parlament 1834 den Slavery Abolition Act verabschiedete, mit denen die Sklaverei in allen Teilen des britischen Weltreichs abgeschafft wurde.
Die meisten der freigelassenen kanadischen Sklaven afrikanischer Herkunft wurden nach Freetown in Sierra Leone geschickt. Die in Kanada verbliebenen endeten meist in rein schwarzen Gemeinden wie Africville bei Halifax. Heute bestehen in Kanada noch vier Sklaven-Friedhöfe: in St.-Armand (Québec), Shelburne (Nova Scotia), Priceville (Ontario) und Dresden (Ontario).
In der Zeit der kanadischen Sklavenbefreiung entstand in den Vereinigten Staaten, vor allem in Ohio, die Underground Railroad, eine Organisation, die Sklaven in den amerikanischen Südstaaten zur Flucht über den Ohio River in die Nordstaaten und zu verschiedenen Siedlungen und Städten in Oberkanada, das von 1841 bis 1867 auch als Canada West bekannt war, verhalf.

## Erinnerung
Die Sklaverei in Kanada wurde am 23. Juli 2020 zu einem „nationalen historischen Ereignis“ erklärt wurde. Die Aufnahme erfolgte auf Vorschlag des Historic Sites and Monuments Board of Canada durch die kanadische Regierung, vertreten durch den zuständigen Minister (aktuell den Umweltminister) und dient dazu, dass die Kanadier dem Leid der Betroffenen und den negativen Folgen für die Gesellschaft gedenken.